# Чемпионат Кыргызстана по самбо 2018
Чемпионат Кыргызстана по самбо 2018 года прошёл в городе Кызыл-Кия Баткенской области 6—8 апреля. В соревнованиях приняли участие более 300 спортсменов. Были выявлены сильнейшие в 9 весовых категориях (до 52 кг, до 57 кг, до 62 кг, до 68 кг, до 74 кг, до 82 кг, до 90 кг, до 100 кг, свыше 100 кг.)

## Медалисты

### Мужчины
| Весовая категория | Золото                                  | Серебро                             | Бронза                                                                   |
| ----------------- | --------------------------------------- | ----------------------------------- | ------------------------------------------------------------------------ |
| до 52 кг:         | Азамат Асакеев (Ленинский СДЮШОР)       | Тилек Аманкулов (Ленинский СДЮШОР)  | Арген Изатбеков (Свердловский СДЮШОР), Имнбек Тентиев (Ленинский СДЮШОР) |
| до 57 кг:         | Белек Бараканов (Ленинский СДЮШОР)      | Доолот Садыркулов (Чуйская область) | Азат Аманбеков (Октябрский СДЮШОР), Кадырбек Сулайманов (г. Ош)          |
| до 62 кг:         | Эламан Касымбеков (Ленинский СДЮШОР)    | Эрназар Шарипжанов (Ж-Арык)         | Элизар Беделбай уулу (г. Ош), Максат Обонов (г. Чолпон-Ата)              |
| до 68 кг:         | Нурсултан Уланов (Чуйская область)      | Элдос Масиев (Каракол)              | Жоодарбек Сатикеев (г. Ош), Алибек Чороев (г. Нарын)                     |
| до 74 кг:         | Данияр Бейшеев (Свердловский СДЮШОР)    | Нурсултан Абдухаликов (г. Ош)       | Акылбек Айтали уулу (г. Ош), Айдос Алиев (г. Бишкек)                     |
| до 82 кг:         | Бахадыр Ибраимов (Свердловский СДЮШОР)  | Ильгиз Эрнис уулу (Чуйская область) | Рысбек Осмонбеков (Нарын), Нурсултан Кубанычбеков (Чуйская область)      |
| до 90 кг:         | Урмат Мамбетжан уулу (Ленинский СДЮШОР) | Азамат Бектурсунов (РСДЮШОР)        | Анарбек Канатбек уулу (г. Чолпон-Ата)                                    |
| до 100 кг:        | Азамат Казакбаев (г. Чолпон-Ата)        | Мидин Арыкбаев (Ленинский СДЮШОР)   | Адилет Курманбеков (Ленинский СДЮШОР), Рустамбек Акматов (г. Ош)         |
| свыше 100 кг      | Ильгиз Каналбек уулу (Ленинский СДЮШОР) | Эрлан Талантбек уулу (г. Ош)        | Канатбек Имиянов (Динамо), Иманали Сагынали уулу (Кызыл-Кия)             |

### Боевое самбо
| Весовая категория | Золото                                | Серебро                                  | Бронза                                                                       |
| ----------------- | ------------------------------------- | ---------------------------------------- | ---------------------------------------------------------------------------- |
| до 52 кг:         | Женишбек Казыбеков (Жалал-Абад)       | Шабданбек уулу Шермамат (Ош)             | Атамырза Кубанычбек уулу (Ош), Данияр Жаманкулов (Ош)                        |
| до 57 кг:         | Бексултан Расулбек уулу (Чуй)         | Рыскулбек Ибраимов (г. Ош)               | Бексултан Нышанбай уулу (г. Ош), Байстан Урматбек уулу (г. Ош)               |
| до 62 кг:         | Азиз Осорбек уулу (ГСИН)              | Азат Аттокуров (Жалал-Абад)              | Нурадиль Мамадаминжанов (Жалал-Абад), Адилет Маматемин уулу (г. Ош)          |
| до 68 кг:         | Немат Абдрашитов (Кызыл-Кия)          | Алайбек Умотов (г. Ош)                   | Темирбек Абдинасир уулу (г. Ош), Белек Шарип уулу (г. Бишкек)                |
| до 74 кг:         | Дайырбек Карыяев (Ленинский СДЮШОР)   | Салмоорбек Маматемин уулу (г. Ош)        | Бекболот Айтибай уулу (г. Жалал-Абад), Куштарбек Хабибуллаев (г. Жалал-Абад) |
| до 82 кг:         | Эдилбек Шарипмаматов (г. Ош)          | Акжолтой Табылды уулу (Ош)               | Баяман Айдаров (Баткен), Бектен Эркебай уулу (г. Ош)                         |
| до 90 кг:         | Жаныбек Аматов (Кызыл-Кия)            | Эламан Кенжебаев (Кызыл-Кия)             | Алмазбек Юсупов (Ош), Уланбек Дыйкан уулу (г. Ош)                            |
| до 100 кг:        | Абдуллах Алимов (Свердловский СДЮШОР) | Абдыкул Качкынбаев (г. Ош)               | Талгатбек Турдубек (г. Жалал-Абад), Бекзат Абылмажинов (Чуйская область)     |
| свыше 100 кг      | Улан Абдымамит уулу (НСН Жалал-Абад)  | Семетей Манасбек уулу (Ленинский СДЮШОР) | Эржигит Мусаев (Кызыл-Кия), Уратбек Эркинбеков (г. Жалал-Абад)               |